# فاليري غونت
فاليري غونت (بالإنجليزية: Valerie Gaunt)‏ هي ممثلة بريطانية، ولدت في 9 يوليو 1932 في ستراتفورد في المملكة المتحدة، وتوفيت في 27 نوفمبر 2016 في وايت في المملكة المتحدة.

## وصلات خارجية
- فاليري غونت على موقع IMDb (الإنجليزية)
- فاليري غونت على موقع ألو سيني (الفرنسية)
- فاليري غونت على موقع أول موفي (الإنجليزية)
- فاليري غونت على موقع قاعدة بيانات الأفلام السويدية (السويدية)
- فاليري غونت على موقع قاعدة بيانات الفيلم (الإنجليزية)
- فاليري غونت على موقع كينوبويسك (الروسية)